# Parecbasis
Genre
Parecbasis est un genre de poissons téléostéens de la famille des Characidae et de l'ordre des Characiformes. Le genre Parecbasis est mono-typique, c'est-à-dire qu'il n'est composé que d'une seule espèce, Parecbasis cyclolepis.

## Liste d'espèces
Selon FishBase (12 juin 2015):
- Parecbasis cyclolepis Eigenmann,  1914